# 287875 Pavlokorsun
287875 Pavlokorsun è un asteroide della fascia principale. Scoperto nel 2003, presenta un'orbita caratterizzata da un semiasse maggiore pari a 3,082360 UA e da un'eccentricità di 0,018424, inclinata di 10,068655° rispetto all'eclittica.